# Povondrait
Das Mineral Povondrait ist ein sehr seltenes Ringsilikat aus der Turmalingruppe mit der idealisierten chemischen Zusammensetzung Na(Fe3+3)(Fe3+4Mg2)(Si6O18)(BO3)3(OH)3O.
Povondrait ist anhand äußerer Kennzeichen nicht von anderen dunklen Turmalinen wie Schörl, Oxy-Schörl, Bosiit, Fluor-Buergerit, Dravit oder Oxy-Dravit zu unterscheiden. Er kristallisiert mit trigonaler Symmetrie und bildet schwarze, isometrische Kristalle von einigen Millimetern Größe. Diese untypische Morphologie macht es schwer, Povondrait im Handstück überhaupt als Turmalin zu erkennen. Im Dünnschliff erscheinen sie gelb-braun bis dunkelbraun. Wie alle Minerale der Turmalingruppe ist Povondrait pyroelektrisch und piezoelektrisch.
Die Typlokalität ist die San Franzisco-Mine in der Nähe von Villa Tunari in der Provinz Chapare im Departamento Cochabamba, Bolivien. Povondrait tritt hier in Rissen und Hohlräumen des Glimmerschiefers auf, der das Nebengestein der Mine ausmacht.

## Etymologie und Geschichte
Turmaline, die statt Aluminium (Al3+) ferrisches Eisen (Fe3+) enthalten, kennt man seit Mitte der 1960er Jahre, als Fluor-Buergerit in einem Rhyolith in Mexico entdeckt wurde.
Auf einer Reise nach La Paz im September 1976 erhielt der deutsche Mineraloge Kurt Walenta von der Universität Stuttgart von Dr. W. Wetzenstein eine Probe mit einem unbekannten, schwarzen Mineral aus der San Franzisco-Mine bei Villa Tunari. Zusammen mit dem amerikanischen Mineralogen Pete J. Dunn vom National Museum of Natural History beschrieb er das neue Mineral als Fe3+-Äquivalent des Dravit und benannte diesen Turmalin folgerichtig Ferridravit.
14 Jahre später wurden diese Ferridravite erneut untersucht. Einkristallstrukturverfeinerungen ergaben eine andere Verteilung von Magnesium und Eisen auf die Oktaederpositionen, was schließlich zu einer Neudefinition und Umbenennung des Minerals durch eine Gruppe kanadischer Mineralogen führte. Sie nannten den Fe3+-Turmalin Povondrait nach dem Mineralogen Dr. Pavel Povondra von der Karls-Universität in Prag. Sie würdigten damit seine umfangreichen Arbeiten zur Kristallchemie der Turmaline.
Im Zuge der Neustrukturierung der Turmalingruppe im Jahr 1999 wurde die Formel des Povondrait-Endgliedes festgelegt und Povondrait der Untergruppe der Oxy-Turmaline zugeordnet.

## Klassifikation
In der strukturellen Klassifikation der IMA gehört Povondrait zusammen mit Bosiit, Chromo-Alumino-Povondrait, Maruyamait, Oxy-Chrom-Dravit, Oxy-Dravit, Oxy-Schörl, Oxy-Vanadium-Dravit, Princivalleit, Vanadio-Oxy-Chrom-Dravit und Vanadio-Oxy-Dravit zur Alkali-Untergruppe 3 in der Turmalinobergruppe.
Da der Povondrait erst 1979 als eigenständiges Mineral anerkannt wurde, ist er in der seit 1977 veralteten 8. Auflage der Mineralsystematik nach Strunz noch nicht verzeichnet.
Im zuletzt 2018 überarbeiteten „Lapis-Mineralienverzeichnis“, das sich im Aufbau noch nach der alten Form der Systematik von Karl Hugo Strunz richtet, erhielt das Mineral die System- und Mineralnummer VIII/E.19-075. In der Lapis-Systematik entspricht dies der Klasse der „Silikate“ und dort der Abteilung „Ringsilikate“, wo Povondrait zusammen mit Adachiit, Bosiit, Chrom-Dravit, Chromo-Alumino-Povondrait, Darrellhenryit, Dravit, Elbait, Feruvit, Fluor-Buergerit, Fluor-Dravit, Fluor-Elbait, Fluor-Liddicoatit, Fluor-Schörl, Fluor-Tsilaisit, Fluor-Uvit, Foitit, Lucchesiit, Magnesio-Foitit, Maruyamait, Olenit, Oxy-Chrom-Dravit, Oxy-Dravit, Oxy-Foitit, Oxy-Schörl, Oxy-Vanadium-Dravit, Rossmanit, Schörl, Tsilaisit, Uvit, Vanadio-Oxy-Chrom-Dravit und Vanadio-Oxy-Dravit die „Turmalingruppe“ mit der Systemnummer VIII/E.19 bildet.
Die von der International Mineralogical Association (IMA) zuletzt 2009 aktualisierte 9. Auflage der Strunz’schen Mineralsystematik ordnet den Povondrait ebenfalls in die Abteilung „Ringsilikate (Cyclosilikate)“ ein. Diese ist allerdings weiter unterteilt nach der Kristallstruktur, so dass das Mineral entsprechend seiner Zusammensetzung in der Unterabteilung „[Si6O18]12−-Sechser-Einfachringe mit inselartigen, komplexen Anionen“ zu finden ist, wo es zusammen mit Chrom-Dravit, Dravit, Elbait, Feruvit, Fluor-Buergerit, Foitit, Fluor-Liddicoatit, Magnesio-Foitit, Olenit, Oxy-Vanadium-Dravit, Rossmanit, Schörl und Fluor-Uvit die „Turmalingruppe“ mit der Systemnummer 9.CK.05 bildet.
In der vorwiegend im englischen Sprachraum gebräuchlichen Systematik der Minerale nach Dana hat Povondrait die System- und Mineralnummer 61.03c.01.06. Das entspricht ebenfalls der Klasse der „Silikate“ und dort der Abteilung „Ringsilikate: Sechserringe“. Hier findet er sich innerhalb der Unterabteilung „Ringsilikate: Sechserringe mit Boratgruppen (Eisenhaltige Turmalin-Untergruppe)“ in der „Buergerit-Untergruppe“, in der auch Buergerit eingeordnet ist.

## Chemismus
Povondrait hat die idealisierte Zusammensetzung [X]Na[Y]Fe3+3[Z](Fe3+4Mg2)([T]Si6O18)(BO3)3[V](OH)3[W]O, wobei [X], [Y], [Z], [T], [V] und [W] die Positionen in der Turmalinstruktur sind.
Für den Povondrait aus der Typlokalität wurde folgende Zusammensetzung bestimmt:
- Walenta & Dunn: [X](Na0,80K0,24)[Y](Mg2+1,58Fe2+1,15)[Z](Fe3+5,49Al0,51) [[T]Si6O18](BO3)3 [V](O,OH)3[W](OH, F)[3]

## Kristallstruktur
Povondrait kristallisiert mit trigonaler Symmetrie in der Raumgruppe R3m (Raumgruppen-Nr. 160) mit 3 Formeleinheiten pro Elementarzelle. Die Gitterparameter des natürlichen Mischkristalls aus der Typlokalität sind: a = 16,186(2) Å, c = 7,444(1) Å.
Die Kristallstruktur ist die von Turmalin. Natrium (Na+) besetzt die von 9 Sauerstoffen umgebene X-Position, die oktaedrisch koordinierte [Y]-Position ist überwiegend mit Eisen (Fe3+) besetzt und die kleinere, ebenfalls oktaedrisch koordinierte [Z]-Position ist gemischt besetzt mit vier Eisen- (Fe3+) und zwei Magnesiumionen (Mg2+). Die tetraedrisch koordinierte [T]-Position enthält Silizium (Si4+). Die [V]-Anionenposition ist vorwiegend mit (OH)− besetzt und die [W]-Anionenposition mit einem Sauerstoffionen (O2−).

## Bildung und Fundorte
Die Typlokalität sind feine Risse und Hohlräume im Nebengestein der San Franzisco-Mine in der Nähe von Villa Tunari in der Provinz Chapare im Departamento Cochabamba, Bolivien. In der Mine wird Krokydolith, die Asbest-Varietät des Riebeckit, abgebaut. Eingebettet sind die Krokydolithvorkommen in Schiefer der Cristalmayu-Formation, die aus Quarz, Kalifeldspat, Alkaliamphibol und Muskowit bestehen und in deren Spalten Povondrait zusammen mit Schörl auftritt.
Weltweit wurde bislang (2022) nur von wenigen weiteren Vorkommen berichtet.